# Gleichzeitigkeitskorrelation
Die (psychophysiologische) Gleichzeitigkeitskorrelation ist ein Begriff aus der Psychosomatik.  Nach Franz Alexander (1971) hat jeder emotionale Zustand sein eigenes physiologisches Syndrom.  Sympathische Erregung macht allgemein zum Handeln und aktiven Eingreifen bereit. Dauererregung kann bei Aggressions- und Feindseligkeitshaltung oder Konkurrenz auftreten. Dies kann zu Migräne, Herzneurose, Bluthochdruck oder Schilddrüsenüberfunktion führen.  Parasympathische Erregung tritt bei Rückzug oder in Abhängigkeitsverhältnissen auf.  Parasympathische Dauererregung tritt bei regressiven Streben (Abhängigkeitsbedürfnisse) oder bei Nicht-Befriedigung der Hilfesuche auf. Die korrelierenden Syndrome sind Durchfall, Erschöpfungszustand oder Darmerkrankungen.